# Dwoje z wielkiej rzeki
Dwoje z wielkiej rzeki – polski film obyczajowy z 1958 roku.

## Główne role
- Tadeusz Białoszczyński – szyper Kujawa „Wiślak”
- Barbara Wrzesińska – Elza Veit
- Bogusz Bilewski – Janek Kujawa, syn „Wiślaka”
- Florian Wolny(inne języki) – szyper Veit, ojciec Elzy
- Zbigniew Skowroński – szyper Capok
- Józef Powojewski(inne języki) – Kurt, bosman na barce Veita
- Tomasz Zaliwski – Marian
- Andrzej Kozak – Leon
- Aleksander Alekso – Sawczuk

## Fabuła
Stary „Wiślak” nienawidzi Niemców, ponieważ podczas wojny zabili mu żonę. Mieszka sam z synem. Stary Rang nienawidzi Polaków, bo zabrali mu dom. Mieszka z córka Elzą. Młodzi poznają się i zakochują się, ale ich ojcowie nie chcą się na to zgodzić. Z powodu podjętej tematyki filmu nie dopuszczono do rozpowszechniania na terenie województwa katowickiego i opolskiego, co w istotny sposób przyczyniło się do rzekomej klapy finansowej.